# Stern-Narzisse

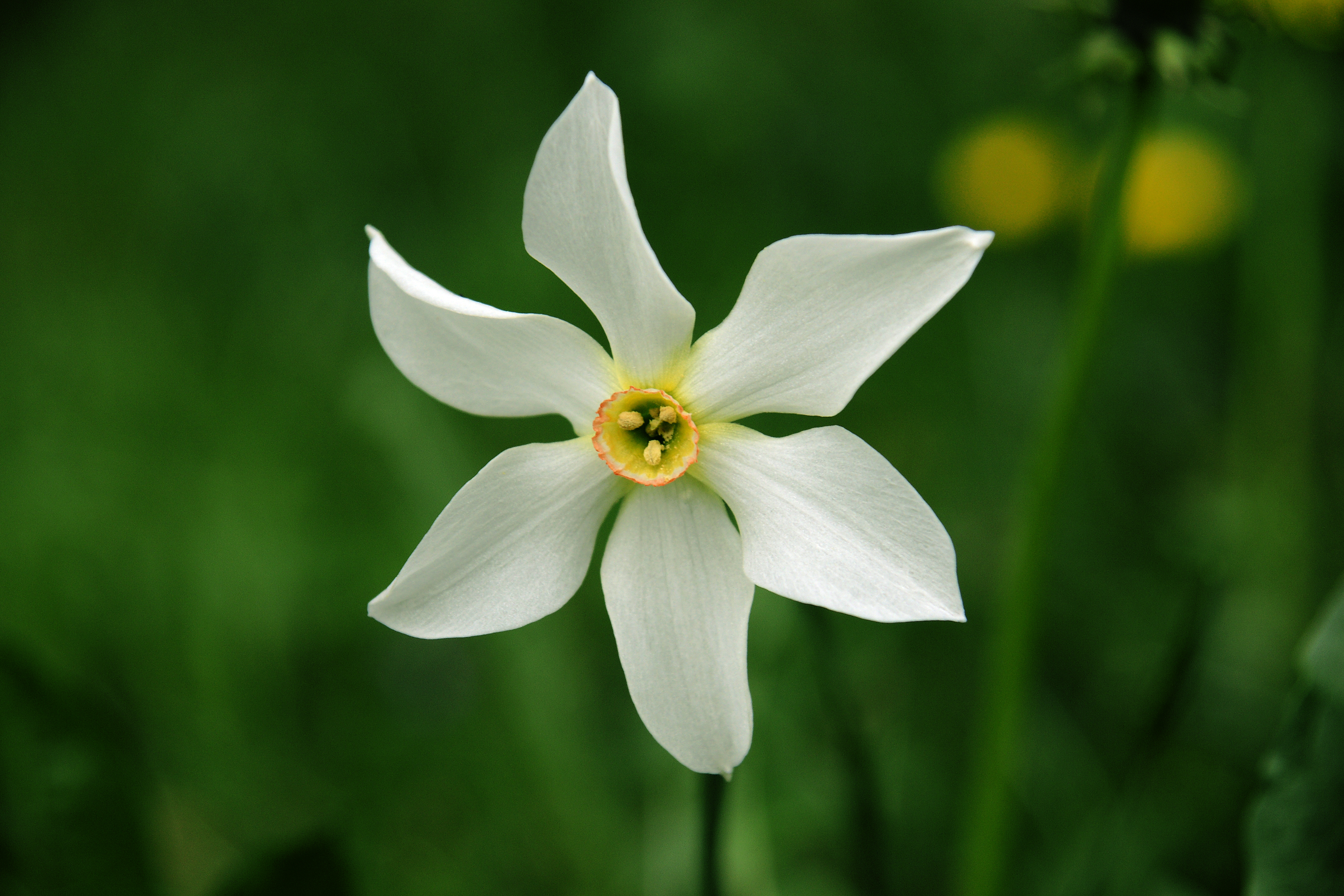
Blüte

Die Stern-Narzisse (Narcissus radiiflorus, Syn.: Narcissus poeticus subsp. radiiflorus), auch Sternblütige Narzisse, Weiße Berg-Narzisse oder Schmalblättrige Narzisse genannt, ist eine Pflanzenart aus der Gattung der Narzissen in der Familie der Amaryllisgewächse (Amaryllidaceae).

## Beschreibung
Die Stern-Narzisse ist eine ausdauernde krautige Pflanze, die Wuchshöhen von 20 bis 50 Zentimeter erreicht. Dieser Geophyt bildet große Zwiebeln als Überdauerungsorgane aus. Der Stängel ist aufrecht, hohl, blattlos, zweiseitig und zusammengedrückt. Die grundständigen Laubblätter sind graugrün, linealisch, flach, fleischig und 5 bis 8 Millimeter breit. 
Auf dem Stängel steht meist nur eine Blüte waagrecht oder nickend über dem einzelnen dünnhäutigen, bis zu 5 Zentimeter langen Hochblatt. Die duftende Blüte ist dreizählig. Die sechs gleichgestaltigen und -gefärbten Blütenhüllblätter sind stieltellerförmig verwachsen. Die  grünliche Blütenröhre ist bis zu 3 Zentimeter lang. Die sternförmig ausgebreiteten, freien Abschnitte der Blütenhüllblätter sind unten verschmälert, doppelt so lang wie breit und überlappen kaum. Die maximal 5 mm hohe Nebenkrone ist kurz, zylindrisch, gelb und weist einen Durchmesser von 8 bis 12 Millimeter auf, mit einem roten, gewellten Rand. Die sechs Staubblätter entspringen auf gleicher Höhe in der Blütenröhre und überragen sie. Die Blütezeit reicht von April bis Juni.
Es wird eine dreifächerige Kapselfrucht gebildet, die viele Samen enthält.

## Vorkommen
Die Stern-Narzisse kommt in den Alpen, im Schwarzwald, in Italien und auf dem West-Balkan auf frischfeuchten, nährstoffreichen Bergwiesen und in lichten Laubwälder vor. Sie gedeiht montan bis submontan, in Höhenlagen von 300 bis ungefähr 1600 Meter.
Die ökologischen Zeigerwerte nach Landolt & al. 2010 sind in der Schweiz: Feuchtezahl F = 3+w (feucht aber mäßig wechselnd), Lichtzahl L = 4 (hell), Reaktionszahl R = 3 (schwach sauer bis neutral), Temperaturzahl T = 3 (montan), Nährstoffzahl N = 4 (nährstoffreich), Kontinentalitätszahl K = 2 (subozeanisch).

## Belege
- Xaver Finkenzeller, Jürke Grau: Alpenblumen. Erkennen und bestimmen (= Steinbachs Naturführer). Neue bearbeitete Auflage. Mosaik, München 1996, ISBN 3-576-10558-1.
- Eckehart J. Jäger, Friedrich Ebel, Peter Hanelt, Gerd K. Müller (Hrsg.): Exkursionsflora von Deutschland. Begründet von Werner Rothmaler. Band 5: Krautige Zier- und Nutzpflanzen. Springer, Spektrum Akademischer Verlag, Berlin/Heidelberg 2008, ISBN 978-3-8274-0918-8.
- Konrad Lauber, Gerhart Wagner: Flora Helvetica. Paul Haupt, Bern/Stuttgart/Wien 1996, ISBN 3-258-05405-3.